# Stolinský rajón
Stolinský rajón (bělorusky Столінскі раён, ukrajinsky Столінський район, rusky Столинский район) je územně-správní jednotkou na jihovýchodě Brestské oblasti v Bělorusku. Administrativním centrem rajónu je město Stolin (bělorusky Столін, rusky Столин).

## Geografie
Rajón se nachází v jihovýchodní části Brestské oblasti. Se svou rozlohou 3 342 km² je největším rajónem Běloruska. Rajón hraničí s Lelčyckým a Žytkavickým rajónem v Homelské oblasti, Luniněckým a Pinským rajónem v Brestské oblasti a s Zaričněnským, Dubrovickým a Rokitnivským rajónem v ukrajinské Rovenské oblasti.
Lesy zabírají 35% území Stolinského rajónu. Rajónem protéká řeka Pripjať se svými přítoky Styr, Horyň, Scviha a Mastvoj. Na území rajónu se rozkládá 253 jezer o rozloze větší než 0.1 ha, v podstatě to jsou mrtvá ramena řeky Pripjať, Haryn a Scviha. Celkovou plochu 625 ha zabírají rybníky. Největším jezerem v oblasti je Vjalikaje Zasominaje se 101,65 hektary.
Na území Stolinského rajónu se nachází krajinné rezervace „Almanskija baloty“ a „Střední Pripjať“.
Je jedním ze čtyř rajónu v Brestské oblasti, které byly zasaženy radioaktivním spadem po Černobylské jaderné katastrofě v roce 1986.

## Historie
Rajón byl vytvořen 15. ledna 1940 v rámci Pinské oblasti. Dne 12. října 1940 byl rozdělen do 17 venkovských rad (selsovětů) na Asaŭský, Bjelavušský, Bjeražnoŭský, Bjerazcoŭský, Varanjoŭský, Haradňanský, Hlikaŭský, Dubajský, Dubjeněcký, Mankavický, Plotnický, Radčycký, Ruchčanský, Rečycký, Stachaŭský, Stružcký a Fjadorský.
V roce 1941 sídlo obsadili Němci a během Velké vlastenecké války zemřelo ve Stolinu a jeho rajónu 9309 lidí.
Během okupace působil ve Stolinu tajný rajónní výbor, Komsomolská partyzánské brigády „Molatav“, „Savjeckaja Bjelarus“ s samostatná partyzánská jednotka Stolin. Město bylo osvobozeno v červenci 1944.
Dne 19. ledna 1961 bylo připojeno město Davyd-Haradok a byly zrušeny selsověty Davyd-Haradockého rajónu.

## Ekonomika
V oblasti bylo k 1. prosinci 2010 v provozu 19 družstev zemědělské produkce, 1 akciová společnost s asi 30 farem. Funguje i ložisko rašeliniště „Hlinka“ u obce Kalodnaje a linka závodu u obce Plotnicy.

## Doprava
Přes území rajónu prochází železniční trať Rivne — Sarny — Luniněc — Baranavičy — Lida a silniční komunikace R6: Stolin — Pinsk — Lahišyn — Ivacevičy a R88: Žytkavičy — Davyd-Haradok — Stolin — běloruský hraniční přechod u obce Vjerchni Cerabjažoŭ.

## Nerosty
Nerostné zdroje představují ložiska rašeliny, žáruvzdorných a tavných jílů, stavebního a křemičitého písků a ropných břidlic. Rajón disponuje prokázanými zásobami žáruvzdorných jílů (asi 24 milionů tun), čímž zaujímá první místo v zemi. Zdroje surovin žáruvzdorných jílů představují 5 ložisek se společnými průmyslovými zásobami 21 900 000 tun.

## Kultura
Na území rajónu je v provozu 28 středních, 14 základních prvního stupeň, 8 základních druhého stupně, 2 sportovní, 2 hudební školy a také 14 školek a 59 klubů.
Jsou vydávány rajónní noviny „Naviny Paljessja“

## Slavní lidé
- Nina Fjodaraŭna Bakunec (Ніна Фёдараўна Бакунец; 1945 Tury) — Hrdina socialistické práce

## Pamětihodnosti
U obce Chotamjel se nachází archeologické naleziště Chotamjelské hradiště, kde ve 7. až 8. století existovala slovanská pevnost, hlavní město kmene.